# Округ Мајна-Шпесарт
Округ Мајна-Шпесарт је округ на северозападу немачке државе Баварске. Округ припада доњој Франконији. 
Површина округа је 1.321,41 km². Септембра 2006. имао је 130.862 становника. Има 40 насеља, од којих је седиште управе у месту Карлштат. 
Данашњи округ је формиран 1972. У овом округу се река Франачка Саале улива у реку Мајна. Ту су и планине Шпесарт. 

## Градови и општине
Градови
1. Арнштајн
2. Геминден на Мајни
3. Карлштат
4. Лор на Мајни
5. Марктхајденфелд
6. Ринек
7. Ротенфелс

Тржиштње општине
1. Бургсин (Бургзин?)
2. Фрамерсбах
3. Карбах
4. Кројцвертхајм
5. Оберзин (Оберсин?)
6. Тинген
7. Трифенштајн
8. Целинген

Општине
1. Аура им Зингрунд (Аура им Сингрунд?)
2. Биркенфелд
3. Бишбрун
4. Ерленбах код Марктхајденфелда
5. Еселбах
6. Ојсенхајм
7. Фелен
8. Гесенхајм
9. Грефендорф
10. Хафенлор
11. Хаслох (Хазлох?)
12. Химелштат
13. Карсбах
14. Мителзин (Мителсин?)
15. Нојендорф
16. Нојхитен
17. Нојштат на Мајни
18. Партенштајн
19. Рехтенбах
20. Рецштат
21. Роден
22. Шолбрун
23. Штајнфелд
24. Уршпринген
25. Вистал